# Ian Black
Ian Black (nacido el 14 de marzo de 1985, en Tranent, Escocia) es un futbolista escocés. Juega como mediocampista central en The Rangers F. C. de la Tercera División de Escocia. Anteriormente jugó con el Inverness Caledonian Thistle F. C., el Hearts of Midlothian de la Premier League Escocesa y en la Selección escocesa B.

## Carrera

### Inicios en el Inverness Caledonian
Black comenzó como jugador joven del Tranent Boys Club, para luego pasar a probarse en el Blackburn Rovers. Después se unió al Inverness Caledonian Thistle F. C., en julio del 2004. Black debutó oficialmente el 7 de agosto de 2004, entrando como sustituto en el encuentro contra el Livingston Football Club, mientras que su primera aparición como titular fue el 9 de abril de 2005, en un encuentro contra el Kilmarnock jugado en el Rugby Park. En su primera temporada con el Inverness tuvo un total de trece apariciones.
Anotó su primer gol con el club el 5 de noviembre de 2005, en un encuentro contra el Dunfermline Athletic. En la siguiente temporada, el 30 de diciembre de 2006, fue expulsado tras recibir una segunda tarjeta amarilla en el encuentro contra el Falkirk F. C..

### Hearts of Midlothian
El periódico escocés The Scotsman informó que el 24 de diciembre de 2008, Black había firmado un preacuerdo para poder jugar con el club de sus amores el Hearts of Midlothian, durante el verano del 2009. Hearts confirmó la transacción el 28 de diciembre del mismo año, uniéndose el jugador al club en la temporada 2009-10. El 2 de julio de 2009, firmó un acuerdo definitivo con el club tras el precontrato de diciembre del 2008. Esto marcó el retornó de Black al club, luego de haber sido pasapelotas del mismo. Debutó con los Jam Tarts el 17 de agosto de 2009, entrando como sustituto en la derrota 2-0 contra el Dundee United en el Tannadice Park; mientras que su debut como titular fue en la derrota 1-2 del Hearts como local contra el Rangers, el 23 de agosto del mismo año. Anotó su primer gol con el club de Edimburgo el 13 de febrero de 2010, con un lanzamiento desde fuera del área que permitió la victoria de su equipo por 3-2 contra el Falkirk F. C.. En su primera temporada, registró un total de 32 apariciones en todas las competiciones, anotando en una ocasión.
Durante la temporada 2010-11, Black fue duramente criticado por el jugador del Rangers Nikica Jelavić, alegando que el jugador lo había lesionado intencionalmente en un partido entre los dos equipos. Black pidió disculpas por causar daño a Jelavić. El 7 de agosto de 2011, fue expulsado por haberse peleado con Keith Lasley, el cual fue expulsado al rato después en el mismo encuentro. Finalmente, el Hearts perdió el encuentro por 1-0. Tras el incidente volvió a jugar en la derrota 0-1 contra el Kilmarnock en el Rugby Park.
En diciembre del 2011, el Hearts tuvo problemas para pagar los salarios de sus jugadores, informándose que Black trabajó medio tiempo como pintor. Durante el entretiempo del partido entre el Hearts y el Dunfermline, el locutor del estadio tocó por los parlantes del mismo la canción «Paint It, Black», haciendo referencia al trabajo de decorador y pintor que tuvo que hacer Black debido al retraso en el pago de su sueldo. Tiempo después, en el Derby de Edimburgo jugado el 2 de enero de 2012, Black mostró una camiseta que decía «Voy a pintar todo este lugar de marrón», volviendo a hacer referencia a su trabajo de medio tiempo. El 30 de abril del mismo año, Hearts anunció que Black dejaría el club en el verano. Antes de dejar el club, Black ayudó a su equipo a la consecución de la Copa de Escocia 2011-12, luego de derrotar en la final al Hibernian Football Club por 5-1.

### The Rangers F. C.
El 28 de julio de 2012 se anunció que Ian Black se uniría al Rangers por tres años luego de que su contrato con el Hearts concluyera al final de la temporada 2011-12.

## Selección nacional
Black representó a Escocia B en una ocasión en la Copa Futuro, en la derrota 3-2 contra Turquía B. Tras cuatro años sin ser convocado volvió a la selección b para enfrentar un partido contra su similar de Irlanda del Norte.

## Vida privada
El padre de Black, también llamado Ian, fue un jugador de fútbol que también estuvo en el Hearts y en los rivales de la ciudad, el Hibernian F. C.. Peter Black, abuelo de Ian, también fue futbolista; siendo el único de la familia que jugó en la posición de guardameta.

El 17 de mayo de 2011, se informó a través de un largo reportaje que Black, junto a su compañero de equipo Robert Ogleby, habían sido arrestados tras ser acusados por posesión de drogas clase A. El 17 de febrero de 2012, el caso fue desechado por la justicia debido a la falta de testigos para asistir a los tribunales, siendo la séptima vez que los llamaban a los mismos.
Se dice que Ian sale con una modelo famosa.

## Estadísticas
Estadísticas actualizadas al 13 de mayo del 2012.
| Club                         | Temporada | Liga | Liga  | Copa Escocesa | Copa Escocesa | Copa de la Liga de Escocia | Copa de la Liga de Escocia | Europa | Europa | Otros | Otros | Total | Total |
| Club                         | Temporada | Part | Goles | Part          | Goles         | Part                       | Goles                      | Part   | Goles  | Part  | Goles | Part  | Goles |
| ---------------------------- | --------- | ---- | ----- | ------------- | ------------- | -------------------------- | -------------------------- | ------ | ------ | ----- | ----- | ----- | ----- |
| Inverness Caledonian Thistle | 2004–05   | 13   | 0     | 0             | 0             | 0                          | 0                          | 0      | 0      | 0     | 0     | 13    | 0     |
| Inverness Caledonian Thistle | 2005–06   | 26   | 1     | 3             | 0             | 2                          | 0                          | 0      | 0      | 0     | 0     | 31    | 1     |
| Inverness Caledonian Thistle | 2006–07   | 26   | 0     | 1             | 0             | 0                          | 0                          | 0      | 0      | 0     | 0     | 27    | 0     |
| Inverness Caledonian Thistle | 2007–08   | 33   | 3     | 1             | 0             | 1                          | 0                          | 0      | 0      | 0     | 0     | 35    | 3     |
| Inverness Caledonian Thistle | 2008–09   | 34   | 4     | 2             | 0             | 2                          | 0                          | 0      | 0      | 0     | 0     | 38    | 4     |
| Hearts                       | 2009–10   | 26   | 1     | 1             | 0             | 3                          | 0                          | 2      | 0      | 0     | 0     | 32    | 1     |
| Hearts                       | 2010–11   | 32   | 1     | 1             | 0             | 1                          | 0                          | 0      | 0      | 0     | 0     | 34    | 1     |
| Hearts                       | 2011–12   | 29   | 2     | 5             | 0             | 0                          | 0                          | 3      | 0      | 0     | 0     | 37    | 2     |
| Total                        |           | 214  | 11    | 14            | 0             | 9                          | 0                          | 5      | 0      | 0     | 0     | 242   | 11    |

## Palmarés

### Campeonatos nacionales
| Título          | Club                | País    | Año  |
| --------------- | ------------------- | ------- | ---- |
| Copa de Escocia | Heart of Midlothian | Escocia | 2012 |